# Синги
Синги су били дачко племе које је у античко доба живело на подручју између Дунава и Мориша (данашњи Банат). 62. и 63. године нове ере, Тиберије Плаутије Елијан је, ратујући против Дачана, након што је са својим легијама упао у данашњи Банат, присилно пребацио преко Дунава око 10.000 припадника овог племена. Мисли се да су по Сингима добили називе Сингидава на Моришу и Сингидунум на ушћу Саве у Дунав (данашњи Београд).
Херодот, у IV књизи своје Историје, зове азијским Сауроматима, тј. Србима, док их у седмој спомиње поводом похода Ксерксове флоте. Историчар Аполоније тврди како су иранско-индијског етничког порекла и да су део племена сарбских Скита, које је у то време „ владало од Индије до доњег Истара“ и против кога су, касније, антички народи Грчке водили доготрајне ратове, са више или мање успеха док их, најзад, није сузбио Александар Велики. О Сингама су писали још историчар Тимагет и географ Тамагет. 
Историјом Синга се код нас први бевио професор београдсоког Универзитета Милоје Васић. Он је, проучавањем винчанских атрефаката и путем многих материјалних доказа, потврдио њихову етничку и културну везу са народима у областима Егеја и Египта ондашњег времена. Налази руде цинабарита и галенита, у културним слојевима преисторијске Винче, вађени су у авалским рудницима, за потребе ових далеких земаља. То доводи до убрзаног процеса и развитка друштвено-економских односа. Из Егеја ће Синге населити и долину Врадара где ће се, током векова, измешати са староседеоцима Пелазгима, проширивши се по целој Старој Грчкој: на Пелопонезу, Атици, Тесалији, острву Лемнос… Трибали (смеса Синга, Трако-Скита, Сармата, Срба) користили су сродне писмене системе на Балкану који су произилазили из Винчанског писма. Древно винчанско писмо, ширењем Срба, преплавило је  Европу и, захваљујући томе, постало је прабаза писмености у Малој Азији, Инду, Месопотамији и Грчкој. Из ових знакова, настаје лидијско, ликијско, етрурско, скандинавско (руне) и англо-санксонско писмо, односно римска латиница и неколико типова азбучне ћирилице.
Долазак Синга из Средоземног базена у подунавске просторе, где ће на ушћу Саве у Дунав изградити моћан град, Сингидаву, кога ће Римљани доцније преименовати у Сингидунум, одиграо се у периоду између XII и X века пре н.е. када Средоземље погађа природна катастрофа: Средоземно море, које се првобитно састојало од два језера, прелило се, потапајући десетине хиљада хектара обале. Настојећи да умакну овој катаклизми, Синге надиру ка северу и једно од најпогоднијих уточишта, налазе на београдском тлу, прецизније на његових осам хумова: Калемегдану, Врачару, Бановом брду, Пашином брду, Бањици, Дедињу, Звездари и, највећем и најимпозантнијем, Авали. Овај простор, запљускују воде Бронга и Истара (Саве и Дунава);
Синге, носиоци бронзане културе, измешали су се са староседелачким етничким групацијама, што се закључује на основу мањих остатака њихове материјалне културе. Тако се бодрог- керестурска група уочава кроз извесне облике у керамици, беденско-костолачка по техници израде, вучедолска по орнаментици. Заједничка карактеристика, не само претходних већ и познијих култура (дубровачко- жутоборска и вршачко-ватинска), је масовна експлоатација рудног богатства и топљења метала.
Синге доносе своју аријевску религију и другачије погребне ритуале, у којима се истиче култ покојника. Они, као и сви Сарби, спаљују покојнике, а рођаци сакупљају њихов пепео у посебне посуде (урне). Њих би закопавали или чували у свом дому. Овакав начин сахрањивања се одржао у Подунављу све до појаве хришћанства, а поред Лужичких Срба, Етрураца и Римљана, упражњавала су га и познатија трачка и илирска племена. У целом Подунављу, то је био основни погребни ритуал. О свему овоме, потврду нам дају и многобројне некрополе на територији данашњег Београда; међу најинтересантнијим је импозантна некропола на Карабурми где су, поред урни, нађени најразноврснији предмети за свакодневну употребу.
Славу сарбских Синга и њиховог града Сингидаве, пренеће Еп о Аргонаутима и њиховом заповеднику Јасону. Ови грчки ратници ће се у VII веку пре н.е. искрцати на тле ондашњег Београда. Легенду о Златном руну или о походу Аргонаута на Колхиду, написао је Аполоније са Родоса у III веку пре н.е. Према епу, Аргонаути су, на лађи Арго, бежећи од гнева краља Егеја, отпловили из Грчке и, пловећи Дунавом из Црног мора, допловили до велике пустиње – Лауриона. Да би пред упорним прогонитељима заварали траг, они су упловили у Истрос и, пловећи даље, стижу до планине Ангурион, где се Истар раздваја – један крак отиче на исток, у Црно море, а други на запад, у Јадранско. Истар се раздваја код каменог брега Каулијака (Кулика), где су настањене Синге. Ту се Аргонаути искрцавају, добивши гостопримство – одмарају се, попуњавају резерве хране и приносе жртве боговима. Схоластичар Аполоније Рођанин, пишући ово дело, употребио је познати спис географа Тамагета ,,О пристаништима”, као и историјско дело из IV века пре н.е. ,,О Скитима” и, на тај начин добио податке о Сингима и Сингидави, тада највећем насељу и трговачком центру на Дунаву. 
Планина Ангурион је данашња Авала., Каулијака (камени брег), је данашњи Калемегдан, где је ушће Саве у Дунав. Одатле се пружа и пустара Лаурион, данас агромелиоризована Делиблатска пешчара која је некада, због великих наплавина живог песка и блата, захватала знатно већи део јужног Баната. 
Грци су овладали Сингидавом током VII века пре н.е.; као успомена на Синге, остао је данашњи назив острва Аде Циганлије, чије име долази од речи Синга – Си(н)ганлија. Мањи сукоби између њих и Грка потрајаће све до владавине Александра Македонског, који их је потпуно протерао са Дунава. Александровим одласком, у Подунавље долазе Келти, о којима више података дају историчари Аријан и Плутарх. Тако, Аријан каже да су Келти стигли на Дунав 335. године пре н.е. заузевши Сингидаву; тада Клаудије Птолемеј уцртава овај град у своју мапу, напомињући да је то град дачко-келтског каратера. Обновивши Сингидаву, Келти је преименују у Сингидоунион, који, према списима Аполонија са Родоса, долази од речи Сингаја, имена сарбског племена, оснивача града и речи dounion што је келтски назив за тврђаву или град.